# Дурдейн
Дурдейн — трилогия научно-фантастических романов, созданных Джеком Вэнсом в период с 1971 по 1973 года. Сюжет цикла повествует о попытке захвата планеты инопланетными паразитами, которые для этого поселяются внутри людей. Цикл Дурдейн состоит из трёх сюжетно взаимосвязанных романов: Аноним, Свободные храбрые люди и Асутра.

## Цикл
- Аноним

Роман Аноним был первоначально опубликован в журнальном формате под названием Человек без лица в феврале и марте 1971 года в Журнале фантазии и научной фантастики. Отдельным изданием роман вышел в 1973 году. Сюжет первой части цикла повествует о начале инопланетной экспансии, спасении главного героя с помощью тайного агента от рабства, а также о том, кем собственно является глава паразитов (как выясняется, им является человек, но имеющий внутри себя паразита)
- Свободные храбрые люди

Вторая часть цикла посвящена борьбе человека с паразитами и описывает переломные моменты, благодаря которым человек начал одерживать победу.
- Асутра[1]

В заключительном романе трилогии рассказывается об обстоятельствах окончательной победы человека над паразитами. Однако победа, в которой немаловажную роль сыграл главный герой, не приносит последнему какой-либо выгоды, ибо тайный агент, с которым главный герой взаимодействовал, отказывается брать его обратно на Землю.